# A Man of No Importance
A Man of No Importance é um filme de drama e comédia de 1994, dirigido por Suri Krishnamma, com Albert Finney no papel principal.

## Enredo
Alfred Byrne é um motorista de autocarro homossexual, não assumido, em Dublin, no ano de 1963. A sua irmã tenta encontrar-lhe uma mulher adequada, mas a sua verdadeira paixão é interpretar papéis das histórias de Oscar Wilde no teatro amador. O filme aborda a sua luta, tentação, e amizades, e como eles são afetados pela sua homossexualidade.

## Elenco
- Albert Finney... Alfred Byrne
- Brenda Fricker... Lily Byrne
- Michael Gambon... Ivor J. Garney
- David Kelly... Baldy
- Tara Fitzgerald... Adele Rice
- Rufus Sewell... Robbie Fay
- Patrick Malahide... Inspetor Carson
- Mick Lally... Padre Ignatius Kenny
- Anna Manahan... Mrs. Grace
- Joe Pilkington... Ernie Lally
- Brendan Conroy... Rasher Flynn
- Joan O'Hara... Mrs. Crowe
- Eileen Reid... Mrs. Rock
- Eileen Conroy... Mrs. Curtin
- Maureen Egan... Mrs. Dunne
- Jonathan Rhys Meyers (no seu primeiro papel)... Primeiro homem jovem
- Enda Oates... The Garda
- Maureen Mc Arthur... A senhora do bowling
- Paudge Behan... Kitty